# I banditi di Lost-Hope
I banditi di Lost-Hope (Lorna Doone) è un film muto del 1922 diretto da Maurice Tourneur.

## Trama
Mentre si trova in viaggio su una strada del Devon, una contessa viene assalita da Sir Charles Ensor e la sua banda di fuorilegge. Sir Charles si porta via la bambina della contessa, la piccola Lorna, che crescerà come una figlia. Facendo indagini sulla banda, il giovane John Ridd incontra Lorna, di cui diventa amico e alla quale promette aiuto. Manterrà la sua promessa quando, dopo la morte di sir Charles, Lorna viene insidiata da Carver Doone che vuole forzarla alle nozze con lui. John salva la ragazza di cui poi si scoprono i nobili natali. A Londra, John riesce a sventare il piano di un gruppo di ribelli che trama contro l'erede al trono, salvando il bambino alla cerimonia del suo battesimo. Il giovane diventa l'eroe del giorno. Intanto, Lorna decide di rinunciare al suo rango per poter sposare John. Al matrimonio irrompe però Carver Doone che, furioso, ferisce Lorna. John, alla testa dei contadini, attacca gli uomini di Doone e, vittorioso, torna a casa dove si trova la sua sposa ormai in via di guarigione.

## Produzione
Il film fu prodotto dalla Thomas H. Ince Corporation.

## Distribuzione
Distribuito dall'Associated First National Pictures, fu presentato il 1º ottobre 1922 a Cleveland, nell'Ohio. In Italia uscì nell'aprile 1924.
Copie della pellicola sono conservate negli archivi dell'International Museum of Photography and Film at George Eastman House e in quelli dell'UCLA.
Nel 2005, la Kino on Video ne ha curato una riedizione DVD colorata e in B/N della durata di 87 minuti.